# Chapelle-sur-Usson
Chapelle-sur-Usson é uma comuna francesa na região administrativa de Auvérnia-Ródano-Alpes, no departamento Puy-de-Dôme. Estende-se por uma área de 7 km². Em 2010 a comuna tinha 80 habitantes (densidade: 11,4 hab./km²).